# Maman (lied van Louane uit 2015)
Maman is een nummer van de Franse zangeres Louane uit 2015. Het is de vijfde single van haar debuutalbum Chambre 12.
"Maman" is een hommage aan de moeder van Louane, die haar in april 2014 ontviel. De ballad werd een bescheiden hit in Franstalig Europa. Het bereikte de 18e positie in Frankrijk, en de 11e in de Waalse Ultratop 50.